# Literatura posmoderna
El posmodernismo surge en el período inmediatamente posterior a la Segunda Guerra Mundial (después de 1945), siendo su máximo esfuerzo al intentar superar el proyecto modernista de principios del siglo XX. Este intento fracasó en su cometido de renovar de una forma radical las formas del arte establecidas hasta aquel momento, es decir, las formas tradicionales o formales.
En cuanto al posmodernismo literario, y aun siendo una disciplina difícilmente definible, es al mismo tiempo una negación y una afirmación del paradigma modernista. Decimos esto puesto que mientras que reniega de las ideas implícitas en la literatura modernista, no tiene reparos en continuar con la experimentación en cuanto a estructura narrativa iniciada por los escritores modernistas.
El término posmodernista, y junto con él todas sus disciplinas asociadas (literatura, arte, arquitectura, etc) fue acuñado por un grupo de críticos estadounidenses, empeñados en demarcar la línea entre la cultura "elevada" del Modernismo y la estética reflexiva, minimalista, experimental... del período posmodernista. Por ello, podemos decir que el posmodernismo viene a ser una mezcla de variables muy diferentes, que a continuación detallamos:
- Respuestas al modernismo, especialmente renegando de una gran parte de sus premisas, y sobre todo de la distinción entre cultura "elevada" y vida diaria que efectuaron los modernistas.
- Respuestas ante un nuevo estado en el mundo: el miedo ante el poder de las bombas nucleares queda patente tras las masacres de Hiroshima y Nagasaki. Por otro lado, el pluralismo, la universalización de la información, etcétera. hacen reaccionar a los posmodernistas a todos los niveles.
- Reconocimiento y/o peleas entre los posmodernistas ante una nueva realidad capitalista. Acorde a la evolución de cada país después de la guerra, se sugiere que una sociedad capitalista es la llave para resolver todos los problemas inherentes a la guerra. Los posmodernistas se opusieron a este nuevo estado del mundo, en el que el conformismo, la comodidad y el espectáculo sustituían la vida real.
- Sensación de fragmentación, de discontinuidad, tomando la realidad de aquel tiempo como una imitación de la vida real.
- Reconceptualización de la sociedad, de la historia y del yo.

Estas cinco variables son las que definirían a grandes rasgos el posmodernismo. Sin embargo, a continuación nos introduciremos de lleno en la literatura posmodernista, intentando identificar los rasgos característicos de esta literatura, las nuevas técnicas y/o estilos que surgieron, y los máximos exponentes de esta corriente literaria.

## Las máximas del Posmodernismo
La literatura propia de la posguerra europea está caracterizada por una gran variedad de estilos, escuelas y géneros. Hay tres variantes importantes dentro de la literatura posmodernista: el realismo mágico, el teatro de lo absurdo y la literatura de protesta política.
El término "posmodernismo" fue primeramente acuñado por un grupo de críticos estadounidenses, en un intento por demarcar las tendencias que se movían entre la cultura "elevada" del Modernismo y la estética reflexiva, experimental y minimalista propia de la época posmodernista. Para ello se basaron en obras de escritores estadounidenses, sacando como conclusión que la literatura posmodernista rompía con la épica narrativa tan propia del Realismo del siglo XIX, así como con la individualidad y los trabajos subjetivos de la mente, propios del Modernismo.
Tanto el Realismo como el Modernismo asumían que la experiencia humana podía ser plasmada mediante el lenguaje. No pasa así con el Posmodernismo, que resistía todo intento de orden estético, prefiriendo usar estructuras fragmentadas, narrativa episódica, y personajes circulares. Era una literatura falta de ilusiones, que cultivaba, como dijo Barth, "una estética apocalíptica". Las palabras utilizadas por la crítica para definir la literatura posmodernista eran "derroche", "agotamiento" o "silencio".
En cuanto a los temas más relevantes de la literatura posmodernista, se estilaban:
- Abolición de las distinciones entre clases sociales.
- Insostenibilidad de los modelos de razón y logocentrismo propios de la Ilustración.
- Relaciones problemáticas entre la intención individual y la ideología.

La literatura posmodernista europea difería de la americana. Mientras que los americanos estaban más preocupados por la omnipresencia de la tecnología (tomando como referencia la actualidad), los europeos decidieron mirar hacia el interior, realzando los valores de identidad, memoria , pérdida y muerte, para tratarlos en sus obras.

## Novela posmoderna
Aunque se puede afirmar que la literatura posmordernista comenzó con James Joyce, la literatura de la propia conciencia fue explorada a un nivel profundo por un grupo de escritores franceses que crearon un nuevo género literario, que denominaron Novela posmoderna. Como punto de partida, decidieron repudiar las características de la novela realista del siglo XIX, que son:
- Creencia de que el mundo tiene un estatus objetivo, diferenciándolo del estatus subjetivo de la visión de cada persona.
- Convicción de que el lenguaje puede representar la realidad.
- Creencia en la individualidad de la experiencia humana.
- Confianza en la experiencia.

Estas asunciones no tienen cabida en el posmodernismo, según estos autores franceses. Para ocupar el lugar de estos valores obsoletos, crearon un nuevo tipo de literatura, que pudiera tratar la naturaleza aleatoria de la experiencia humana y la falta de concreción metafísica de la misma. Las características, pues, de la Novela posmoderna son:
- Se pasa del narrador omnisciente del Realismo a puntos de vista limitados, incoherentes y "misteriosos".
- Personajes privados de profundidad psicológica.
- Relación inexistente entre narración y tiempo, con lo cual la narrativa estaría fragmentada, con constantes saltos en el tiempo e incluso repeticiones del mismo hecho varias veces.

La Novela posmoderna, de esta manera, aparece como una manera de relatar eliminando al narrador omnisciente, como una manera de mezclar perspectivas, y como una forma de incorporar lo poético como otra función dentro del propio texto. Esto es lo que podríamos denominar como metaficción, textos sobre textos, declaraciones acerca de las reglas de escritura literaria, intertextualidad.
La metaficción apareció en un momento de gran reflexión sobre la persona, y es por esto por lo que la novela posmodernista es tan rica en detalles, con amplias perspectivas.

## El teatro de lo absurdo
Artículo principal: Teatro del absurdo
Tomando una cita de Albert Camus, un exilio sin remedio, pues está privado de los recuerdos de una patria perdida o de la esperanza de una tierra prometida. Tal divorcio entre el hombre y su vida, entre el actor y su decoración, es propiamente el sentimiento de absurdo. Dramaturgos tales como Samuel Beckett, Eugène Ionesco, Fernando Arrabal y Jean Genet intentaron que sus lectores conocieran esta verdad existencial, y por ello crearon el teatro de lo absurdo.
Ionesco, por ejemplo, estructuró sus obras en torno a imágenes grotescas que alcanzaban lo absurdo simplemente siendo enmarcadas en un discurso normal. En su obra maestra El Rinoceronte Ionesco describió una sociedad que, por acuerdo colectivo, decidió convertirse en una comunidad de rinocerontes. Ionesco intentó desmitificar la distinción entre discernimiento individual y pertenencia a un colectivo. El objetivo final de esta obra era mostrar la histeria colectiva que yace bajo la superficie de la razón. Mientras que Beckett nos muestra una escena llena de arquetipos sociales y miserables, mezclando la tragedia y la comedia, mediante un cargado humor negro. En Esperando a Godot nos muestra la tediosidad de la vida moderna y la insignificancia del lenguaje, mientras en Los días felices, se nos presenta a una mujer, que en el primer acto está enterrada hasta la cintura y en el segundo acto hasta el cuello, con un esposo aparentemente depravado, pero a través de actos cotidianos recuerda sus días felices. Nos muestra el miedo del ser humano a la muerte, siendo esta inevitable.
El teatro de lo absurdo tuvo un gran eco en toda Europa. Colapsando toda distinción entre sueño y realidad, moralidad y crimen, paripé y vida real, espectáculo y religión, muchos dramaturgos europeos siguieron la línea demarcada por el teatro de lo absurdo.

## Realismo mágico
Artículo principal: Realismo mágico
El realismo mágico tuvo sus orígenes en Sudamérica, en un tipo de literatura que emplaza nociones de irrealidad y surrealismo dentro de la vida cotidiana. Los primeros autores tipo fueron Miguel Ángel Asturias, Alejo Carpentier, Jorge Luis Borges, Juan Rulfo (con Pedro Páramo como uno de los principales antecedentes del movimiento) o Gabriel García Márquez, con su obra magistral Cien años de soledad y más actualmente, Isabel Allende.
El Realismo mágico fue un estilo creado por varios escritores, con el objetivo de negar toda distinción entre superficie y fondo, objeto y sujeto. Estos escritores, entre otros, son: Günter Grass, Italo Calvino, Thomas Bernhard o Salman Rushdie.
Salman Rushdie describió el realismo mágico como una extensión del surrealismo que expresa de manera perfecta una conciencia del tercer mundo. Efectivamente, representa esa sensación de otredad experimentada por minorías étnicas y otros grupos marginados por la tradición occidental.
Las características del realismo mágico son:
- Preserva el enfoque realista del sufrimiento, elección moral y tragedia histórica.
- Usa técnicas propias del posmodernismo, tales como el abandono de la narración lineal y la elaboración de personajes con psicología.
- La novela del realismo mágico desplomó las distinciones tradicionales entre lo fantástico y lo real, lo supernatural y lo natural, lo objetivo y lo subjetivo.

Sin embargo, el realismo mágico tuvo un antecedente, la literatura gótica de finales del XVIII. Una tradición de fabulación y fantasía había existido, y los posmodernistas la hicieron resurgir.

## Literatura feminista y posmodernismo
El posmodernismo no fue solo un movimiento literario; también fue un complejo movimiento filosófico y cultural que intentó redefinir y explicar nociones de agencia política (interrelación entre la política en la esfera pública y el ejercicio del poder en la esfera privada) y subjetividad.
Una generación de mujeres posmodernistas fue la que exploró esta interrelación de una forma más ética y persuasiva. Estas teóricas feministas querían hacer visible la otredad de la mujer a lo largo de la historia. Expusieron, asimismo, el falocentrismo que ha dominado el pensamiento occidental durante largo tiempo. Así pues, estas mujeres se vieron a ellas mismas como las anteriormente llamadas culpables, que ahora podían usar su fuerza innata para redefinir los límites en el futuro, para poder hablar de lo que podría llegar a ser.
Las autoras feministas llevaron sus reflexiones por distintos caminos. En Estados Unidos, la ficción feminista tuvo una gran relevancia, mientras que en Europa las escritoras se dedicaron a tratar temas que tal vez no fueran tan populares. Eran temas que concernían a la política del erotismo y de la pornografía, a la comercialización del cuerpo femenino, así como a la bisexualidad y transexualidad. Como autores feministas relevantes se nombran a Margaret Atwood, Marguerite Duras, Christa Wolf, Elsa Morante, Montserrat Roig, Giannina Braschi o Angela Carter.